# Cyrtopodion
Cyrtopodion – rodzaj jaszczurek z rodziny gekonowatych (Gekkonidae).

## Zasięg występowania
Rodzaj obejmuje gatunki występujące w Turcji, Egipcie, Izraelu, Arabii Saudyjskiej, Omanie, Zjednoczonych Emiratach Arabskich, Kuwejcie, Katarze, Etiopii, Erytrei, Sudanie, Jordanii, Afganistanie, Iraku, Iranie, Pakistanie, Indiach i w Chinach.

## Systematyka
Rodzaj zdefiniował w 1843 roku austriacki przyrodnik Leopold Fitzinger w publikacji własnego autorstwa poświęconej systematyce gadów. Gatunkiem typowym jest Stenodactylus scaber.

### Etymologia
- Cyrtopodion: gr. κυρτος kurtos ‘zakrzywiony’, od κυπτω kuptō ‘pochylać się’; ποδιον podion ‘stópka’, od zdrobnienia πους pous, ποδος podos ‘stopa’[7].
- Dinosaura: gr. δεινος deinos ‘straszny, potężny’[8]; σαυρος sauros ‘jaszczurka’[9]. Gatunek typowy: Stenodactylus scaber Heyden, 1827
- Mesodactylus: gr. μεσος mesos ‘środkowy, pośredni’[10]; δακτυλος daktulos ‘palec’[11]. Gatunek typowy: Gymnodactylus kachhensis Stoliczka, 1872.
- Indogekko: Indus; rodzaj Gekko Laurenti, 1768[12]. Gatunek typowy: Cyrtodactylus indusoani Khan, 1988

### Podział systematyczny
Do rodzaju należą następujące gatunki: 

- Cyrtopodion agamuroides (Nikolsky, 1900)
- Cyrtopodion aravallensis (Gill, 1997)
- Cyrtopodion baigii Masroor, 2008
- Cyrtopodion belaense Nazarov, Ananjeva & Papenfuss, 2011
- Cyrtopodion brevipes (Blanford, 1874)
- Cyrtopodion fortmunroi (Khan, 1993)
- Cyrtopodion gastrophole (Werner, 1917)
- Cyrtopodion golubevi Nazarov, Ananjeva & Rajabizadeh, 2010
- Cyrtopodion hormozganum Nazarov, Bondarenko & Radjabizadeh, 2012
- Cyrtopodion indusoani (Khan, 1988)
- Cyrtopodion kachhense (Stoliczka, 1872)
- Cyrtopodion kiabii Ahmadzadeh, Flecks, Torki & Böhme, 2011
- Cyrtopodion kirmanense (Nikolsky, 1900)
- Cyrtopodion kohsulaimanai (Khan, 1991)
- Cyrtopodion mansarulus (Duda & Sahi, 1978)
- Cyrtopodion medogense (Zhao & Li, 1987)
- Cyrtopodion montiumsalsorum (Annandale, 1913)
- Cyrtopodion persepolense Nazarov, Ananjeva & Rajabizadeh, 2010
- Cyrtopodion potoharense Khan, 2001
- Cyrtopodion rhodocauda (Baig, 1998)
- Cyrtopodion rohtasfortai (Khan & Tasnim, 1990)
- Cyrtopodion scabrum (Heyden, 1827)
- Cyrtopodion sistanense Nazarov & Rajabizadeh, 2007
- Cyrtopodion vindhya Patel, Thackeray, Mirza & Vyas, 2023
- Cyrtopodion watsoni (Murray, 1892)